# Maino
Maino is een historisch fiets- en motorfietsmerk uit Piemonte.
S.p.A. Giovanni Maino, Allessandria (1902-1910).
Italiaanse fabriek die aanvankelijk Zwitserse 2½ pk Souverain-inbouwmotoren toepaste. Volgens sommige bronnen werd de productie in 1910 stopgezet, volgens andere werden er na 1945 nog met lichte motorfietsen met 38 cc Mosquito-blokjes en 98-, 123- en 147 cc Sachs-motoren geproduceerd. Ook NSU-blokken werden ingebouwd. Omdat Maino oorspronkelijk een machinefabriek was is het mogelijk dat men na de Tweede Wereldoorlog met lichte motorfietsen het bedrijf weer heeft willen opbouwen.

## Wielrennen
Maino sponsorde in het begin van de twintigste eeuw ook een Italiaanse wielerploeg, die vooral bekend werd dankzij de veelwinnaar Costante Girardengo die namens Maino in 1923 een topjaar kende met winst in Milaan-San Remo, de Ronde van Italië (met liefst acht etappezeges), het Italiaans Kampioenschap en verscheidene eendagskoersen. De Ronde van Lombardije werd vijf keer door een andere Maino-renner gewonnen en eenmaal zegevierde een Maino-renner op het wereldkampioenschap wielrennen, in 1931.

## Bekende renners
- Giovanni Gerbi (1903, 1905-08)
- Costante Girardengo (1912-14, 1923-24, 1928-36)
- Leopoldo Torricelli (1912-1917)
- Carlo Oriani (1913)
- Learco Guerra (1928-35)
- Luigi Giacobbe (1929-36)
- Vasco Bergamaschi (1932-36)
- Domenico Piemontesi (1934-35)

## Belangrijkste overwinningen
- 4x Ronde van Italië: 1913 (Oriani), 1923 (Girardengo), 1934 (Guerra) en 1935 (Bergamaschi)
- 3x Milaan-San Remo: 1923, 1928 (Girardengo), 1933 (Guerra)
- 5x Ronde van Lombardije: 1905 (Gerbi), 1916 (Torricelli), 1926 (Fossati), 1932 (Negrini) 1934 (Guerra)
- 1x GP Wolber: 1924 (Girardengo)
- 1x Wereldkampioenschappen wielrennen: 1931 (Guerra)